# Monaragala
Monaragala è una città dello Sri Lanka, situata nella Provincia di Uva.